# Giacomo Pastorino
Giacomo Pastorino (Savona, 7 giugno 1980) è un ex pallanuotista italiano, attuale responsabile della Pro Recco Academy e team manager della prima squadra.

## Palmarès

### Club
- Campionato italiano: 6

Pro Recco: 2010-11, 2011-12, 2012-13, 2013-14, 2014-15, 2015-16
- Coppe Italia: 5

Bissolati Cremona: 2004-05
Pro Recco: 2010-11, 2013-14, 2014-15, 2015-16
- Eurolega: 2

Pro Recco: 2011-12, 2014-15
- Lega Adriatica: 1

Pro Recco: 2011-12
- Supercoppa LEN: 1

Pro Recco: 2015
- Coppa COMEN: 1

Camogli: 2003

### Nazionale
- Olimpiadi

Londra 2012: 
- Mondiali

Shanghai 2011: 
- World League

Firenze 2011: 
Almaty 2012: 
- Europei

Zagabria 2010: 
- Oro ai campionati mondiali juniores: 1

Italia: Kuwait City 1999